# Thuine
Thuine är en kommun och ort i Landkreis Emsland i förbundslandet Niedersachsen i Tyskland.
Kommunen ingår i kommunalförbundet Samtgemeinde Freren tillsammans med ytterligare fyra kommuner.